# Futbol'no-Sportyvnyj Klub Bukovyna Černivci
Il Futbol'no-Sportyvnyj Klub Bukovyna Černivci' (in ucraino Футбольно-спортивний клуб «Буковина» Чернівці?, Futbol'no-sportyvnyj klub "Bukovyna" Černivci), è una società calcistica ucraina con sede nella città di Černivci. Milita nella Perša Liha, la terza serie del campionato ucraino.
Fondato nel 1958, disputa le partite interne nello Stadio Bukovyna di Černivci, impianto da 12.076 posti.
Ha militato per tre stagioni nella massima serie ucraina.

## Palmarès

### Competizioni nazionali
- Vtoraja Liga: 1

1990
- Druha Liha: 2

1999-2000, 2009-2010

### Altri piazzamenti
- Coppa d'Ucraina:

Semifinalista: 2024-2025

## Organico

### Rosa 2020-2021
| N. |                    | Ruolo | Calciatore        |
| -- | ------------------ | ----- | ----------------- |
| 3  | Ucraina (bandiera) | D     | Emre Manuila      |
| 5  | Ucraina (bandiera) | C     | Daniel Raulyuk    |
| 6  | Ucraina (bandiera) | C     | Artem Ryabyi      |
| 7  | Ucraina (bandiera) | A     | Viktor Sakhnyuk   |
| 8  | Ucraina (bandiera) | C     | Denys Ryabyi      |
| 9  | Ucraina (bandiera) | C     | Vadym Straškevyč  |
| 10 | Ucraina (bandiera) | C     | Taras Syvka       |
| 11 | Ucraina (bandiera) | A     | Vasyl Hakman      |
| 15 | Ucraina (bandiera) | D     | Oleksandr Mosiyuk |

| N. |                    | Ruolo | Calciatore               |
| -- | ------------------ | ----- | ------------------------ |
| 17 | Ucraina (bandiera) | A     | Yevhen Kvasnytsya        |
| 20 | Ucraina (bandiera) | C     | Dmytro Kopytov           |
| 22 | Ucraina (bandiera) | C     | Ihor Nahornyi            |
| 25 | Ucraina (bandiera) | C     | Borys Orlovskyi          |
| 44 | Ucraina (bandiera) | D     | Eduard Matveenko         |
| 55 | Ucraina (bandiera) | P     | Ihor Fiyalo              |
| 71 | Ucraina (bandiera) | P     | Oleksandr Chernyatynskyi |
| 73 | Ucraina (bandiera) | C     | Maksym Borovets          |
| 77 | Ucraina (bandiera) | A     | Vasyl Palahnyuk          |